# NGC 6160
NGC 6160 este o galaxie eliptică situată în constelația Hercule. A fost descoperită în 18 martie 1787 de către William Herschel. Se află la o distanță de 111,17 megaparseci de Pământ.